# DEPA
DEPA (грец. ΔΕΠΑ — ΔΗΜΟΣΙΑ ΕΠΙΧΕΙΡΗΣΗ ΠΑΡΟΧΗΣ ΑΕΡΙΟΥ) — державна корпорація, що займається розподілом природного газу в Греції. 
Одні з основних партнерів DEPA — російська компанія «Газпром» та Держнафтокомпанія Азербайджану. Власне DEPA — офіційний спонсор футбольного клубу ПАОК міста Салоніки.
Компанія DEPA від моменту організації діяла в рамках юрисдикції Міністерства розвитку Греції. 65% акцій компанії належить уряду Греції, 35% — Hellenic Petroleum. Однак у лютому 2012 року уряд Греції внаслідок боргової кризи розпочав процес приватизації DEPA.

## Дочірні компанії
У 2005 році з метою лібералізації ринку природного газу створена дочірня компанія DESFA, що займається тільки транспортуванням природного газу в Греції. З тих пір DEPA продає газ великим споживачам і компаніям, що займаються розподілом газу. Природний газ імпортується по трубопроводах з Болгарії та Туреччині, а зріджений природний газ через Revithoussa LNG Terminal.
Серед інших дочірніх компаній DEPA — IGI Poseidon та газорозподільна компанія EDA, до складу якої входять:
- ΕDA Attica — підрозділ в Аттиці;
- ΕDA Thessaloniki — підрозділ в Салоніках, Центральній Македонії;
- ΕDA Thessaly — підрозділ у Фессалії;